# Always Love
Singles de MAX
Barairo no Hibi
(2000) Perfect Love
(2001)
Always Love (titré en minuscules : always love) est le 19e single du groupe MAX.

## Présentation
Le single sort le 15 février 2001 au Japon sous le label avex trax, cinq mois après le précédent single du groupe, Barairo no Hibi. Il atteint la 12e place du classement des ventes de l'Oricon, et reste classé pendant trois semaines. Vendu à quelque 50 000 exemplaires, il est alors son single le moins vendu à l'exception des deux premiers, sortis en 1995. Une version promotionnelle du single sort aussi au format vinyle.
C'est le premier single de MAX (co)écrit et composé par T2ya. Il contient deux chansons originales et leurs versions instrumentales. La chanson-titre sert de générique de fin à l'émission télévisée Sports Max. Elle figurera sur le quatrième album original du groupe, Emotional History qui sortira un mois plus tard, sur lequel figure en bonus une deuxième version remixée de la chanson ("Groove That Soul Mix"), ainsi que sur sa compilation Precious Collection de 2002 ; elle sera aussi remixée sur son album de remix Maximum Trance de 2002. La deuxième chanson du single, Just Wanna Lovin' You, restera inédite en album.

## Liste des titres
Toute la musique est composée et arrangée par T2ya.
| CD    | CD                                                               | CD          | CD    | CD | CD | CD | CD | CD | CD |
| No    | Titre                                                            | Paroles     | Durée |    |    |    |    |    |    |
| ----- | ---------------------------------------------------------------- | ----------- | ----- | -- | -- | -- | -- | -- | -- |
| 1.    | Always Love (always love)                                        | Hiromi Mori | 4:34  |    |    |    |    |    |    |
| 2.    | Just Wanna Lovin' You (Just wanna lovin' you)                    | T2ya        | 5:07  |    |    |    |    |    |    |
| 3.    | Always Love (Instrumental) (always love ...)                     | (...)       | 4:35  |    |    |    |    |    |    |
| 4.    | Just Wanna Lovin' You (Instrumental) (Just wanna lovin' you ...) | (...)       | 5:05  |    |    |    |    |    |    |
| 19:21 |                                                                  |             |       |    |    |    |    |    |    |

| A.  | Always Love (always love)                     | Hiromi Mori | 4:34 |
| AA. | Just Wanna Lovin' You (Just wanna lovin' you) | T2ya        | 5:07 |

## Crédits
- Production : Max Matsuura
- Co-production : Jun-Ichi "Randy" Tsuchiya
- Direction : Yukihito Sakakibara
- Production exécutive : Jonny Taira
- Masterisation : Toshiya Horiuchi
- Enregistrement : Hiroto Kobayashi
- Mixage : Naoki Yamada
- Programmation : T2ya